# 마이클 본드

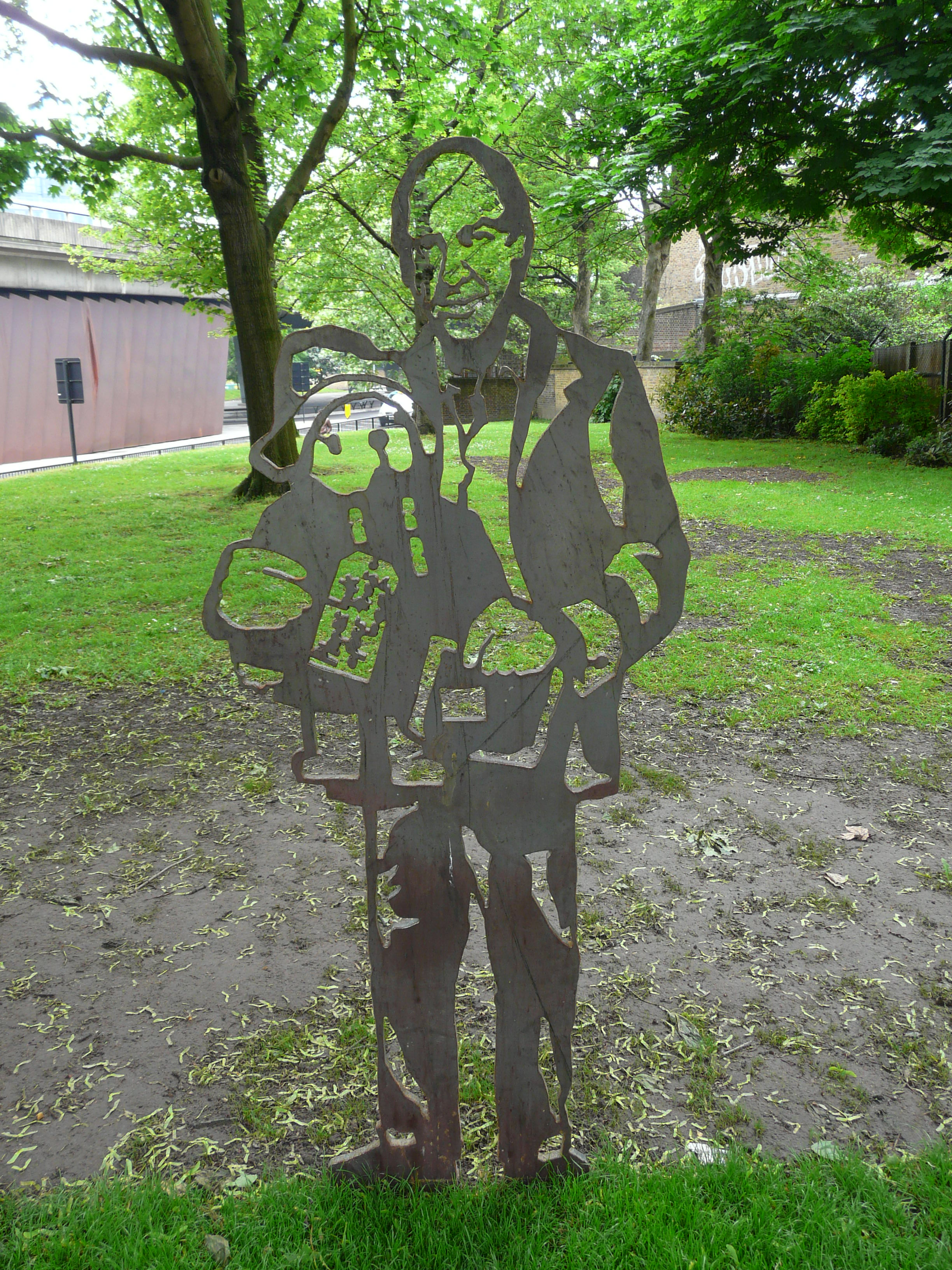

마이클 본드(Michael Bond, CBE, 1926년 1월 13일 ~ 2017년 6월 27일)는 영국의 작가로, 아동 문학 작품 《패딩턴 베어》의 저자로 알려져 있다.

## 서훈
- 2015년 대영 제국 훈장 3등급(CBE) 수훈[1]